# Alfred Lanning
Dr. Alfred Lanning nebo Alfred J. Lanning je fiktivní postava z některých vědeckofantastických povídek amerického spisovatele Isaaca Asimova. 
Je ředitelem výzkumu ve firmě zabývající se výrobou robotů (Americká korporace robotů a mechanických lidí - AKRaML, v anglickém originále US Robots and Mechanical Men). Mezi jeho podřízené patří např. hlavní matematik Peter Bogert, robopsycholožka Susan Calvinová, Milton Ashe, Gregory Powell a Michael Donovan. Po jeho odchodu z funkce se stane ředitelem výzkumu dr. Peter Bogert a Lanning přijme místo čestného ředitele výzkumu s omezenými pravomocemi.
Lanning je vykreslen jako starý muž s bílou hřívou vlasů, jemuž se již trochu chvějí ruce, ale mysl má stále jasnou a břitkou. Občas kouří doutník.
Vystupuje také ve filmu Já, robot (pod jménem Alfred Lansing), zde jej ztvárnil herec James Cromwell.

## Povídky
Dr. Alfred Lanning se objevuje v těchto povídkách:
- „Důkaz“ - Lanning je čestným ředitelem výzkumu u AKRaML. Obrátí se na něj politik Francis Quinn, který vede kampaň proti jistému Stephenu Byerleymu, o němž tvrdí, že je humanoidní robot. Zároveň upozorňuje, že tato situace může společnost AKRaML jakožto jediného výrobce pozitronických mozků pro roboty vážně poškodit (ve společnosti vládne totiž protirobotická nálada). Lanning neochotně souhlasí se spoluprací, ovšem zásadní roli zde sehraje dr. Susan Calvinová.
- „Konflikt nikoli nevyhnutelný“ - v tomto díle se zmíní Susan Calvinová před Stephenem Byerleym, že Alfred Lanning je (stejně jako jeho nástupce ve funkci ředitele výzkumu Peter Bogert) již mrtvý.
- „Koumes“ - v roce 2034 vystupuje společně s majitelem společnosti AKRaML Scottem Robertsonem (syn zakladatele firmy) a dr. Susan Calvinovou v soudním sporu, ve kterém profesor sociologie Simon Niheimer žaluje výrobce robotů (AKRaML) za ztrátu profesionální vědecké reputace.[5]
- „Lenny“ - povídka o robotovi Lennym, který se chová jako dítě. Poté, co Lenny nedopatřením zraní jednoho počítačového technika, Lanning společně s matematikem Peterem Bogertem preferují jeho demontáž. S tou však nesouhlasí dr. Susan Calvinová, která si k robotovi vypěstovala mateřský vztah.
- „Lhář!“ - v této povídce o robotovi RB-34, který dokáže telepaticky číst myšlenky je Alfred Lanning v čele oddělení výzkumu. Své podřízené úkoluje, aby odhalili, jak mohl sjet z výrobní linky robot s takovou anomálií. Takové odhalení by způsobilo doslova revoluci v robotice. Během vyšetřování se dostane do konfliktu s ambiciózním matematikem Peterem Bogertem, který prahne po jeho funkci. Tento konflikt způsobil RB-34 svým lhaním, když namluvil Bogertovi, že Lanning se chystá odejít z funkce ředitele výzkumu a on bude novým ředitelem.[6]
- „Únik“ - zde již dr. Lanning zastává místo čestného ředitele výzkumu. Je přítomen procesu vkládání dat do superpočítače nazvaného „Mozek“, jehož výsledkem má být konstrukce rakety schopné cesty hyperprostorem. Vedoucí úlohu v projektu má dr. Susan Calvinová. Superpočítači se skutečně podaří převést teoretické rovnice do praxe a roboti postaví dle jeho instrukcí raketu, kterou otestuje dvojice zkušebních techniků Gregory Powell a Michael Donovan.[7]

## Film
Ve filmu Já, robot (2004, režie Alex Proyas) je dr. Alfred Lansing (Alfred Lanning) předním robotikem a spoluzakladatelem firmy US Robotics. Ve filmu je také tím, kdo stvořil 3 robotické zákony. Jednoho dne je nalezen mrtev poté, co vypadl z okna své kanceláře. K vyšetřování je povolán detektiv Spooner, jenž se s Lansingem znal, Lansing byl jeho přítel a také tvůrce jeho robotické paže. Ačkoli vše nasvědčuje, že šlo o sebevraždu, detektiv Spooner si to nemyslí a pokračuje v pátrání.